# Pangkatrejo (Lamongan)
Pangkatrejo is een bestuurslaag in het regentschap Lamongan van de provincie Oost-Java, Indonesië. Pangkatrejo telt 2393 inwoners (volkstelling 2010).